# Geografia Ameryki Południowej

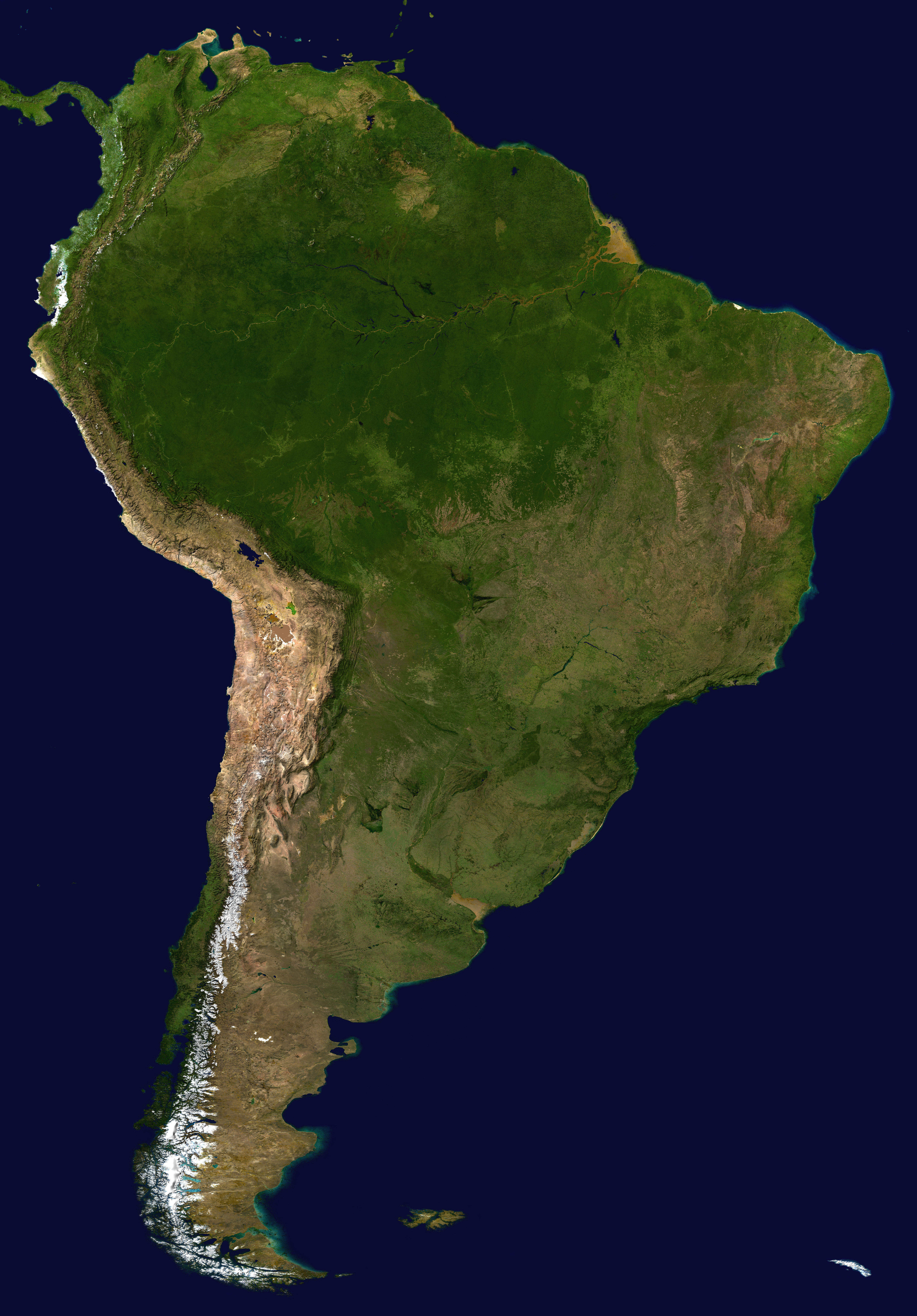
Zdjęcie satelitarne Ameryki Południowej

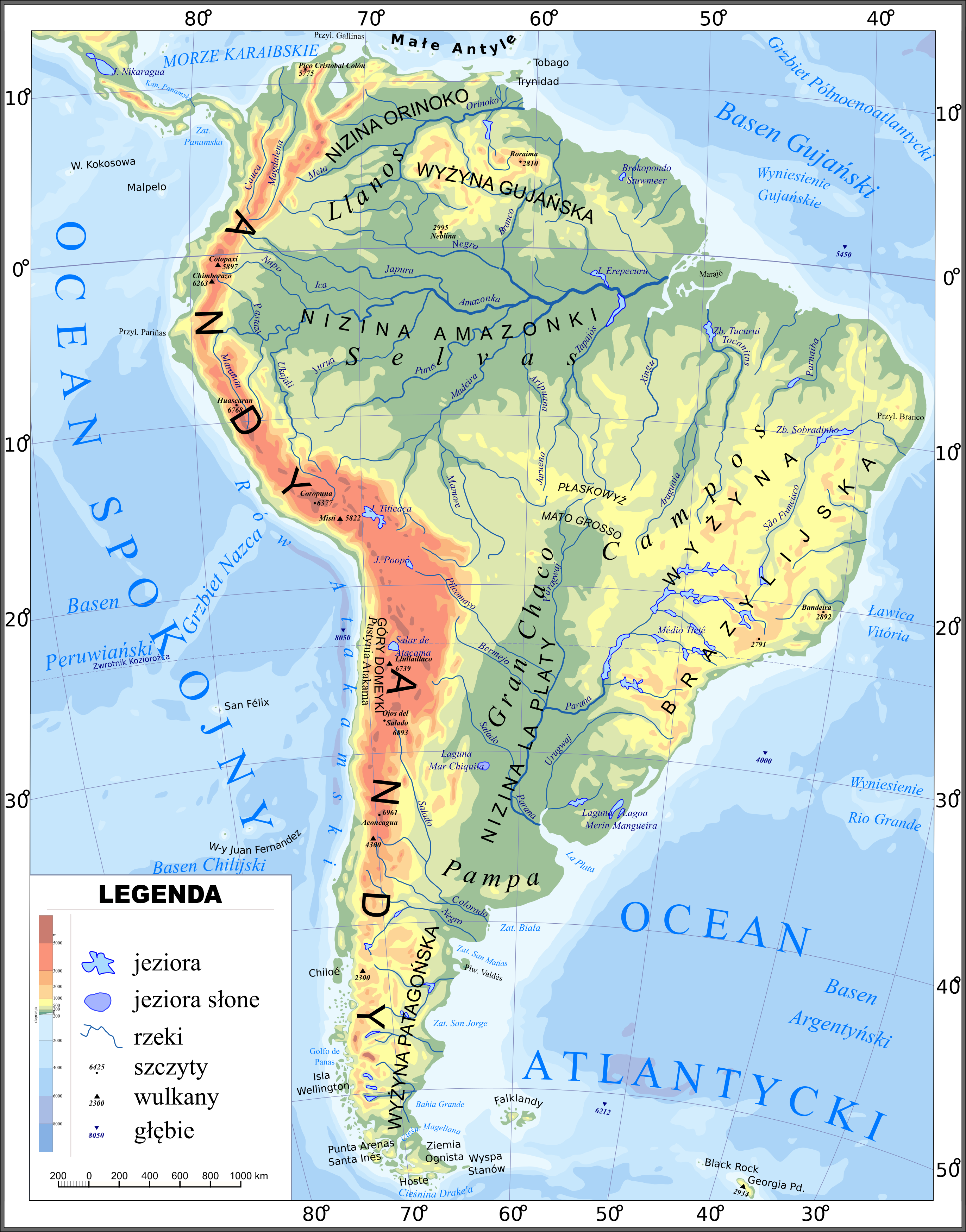
Mapa hipsometryczna Ameryki Południowej

Ameryka Południowa – czwarty pod względem zajmowanej powierzchni kontynent na Ziemi (17,8 mln km², co stanowi 3,5% całej powierzchni Ziemi oraz 11,9% jej obszarów lądowych). Mieszka tam około 382 mln mieszkańców (5,8% globalnego zaludnienia świata).

## Położenie
Kontynent południowoamerykański leży na półkuli zachodniej i w dużej części na półkuli południowej. Od wschodu oblewa ją Ocean Atlantycki, a od zachodu Ocean Spokojny. Od Ameryki Północnej oddziela ją Przesmyk Darien, a od Antarktydy Cieśnina Drake’a. Ameryka Południowa ma bardzo słabo rozwinięta linię brzegową o długości około 28,7 tys. km. Największe wyspy i archipelagi – Ziemia Ognista, Marajó, Chiloé, Wyspy Galapagos, Falklandy, Wellington. Największe półwyspy – Guajira i Brunswick.

## Ukształtowanie powierzchni
Układ rzeźby w Ameryce Południowej jest południkowy. Od zachodu znajdują się góry Andy (fałdowanie alpejskie) i Rów Atakamski. Środkową część kontynentu zajmują niziny: Nizina Orinoko, Nizina Amazonki i Nizina La Platy, natomiast we  wschodniej części kontynentu przeważają wyżyny: Wyżyna Gujańska, Wyżyna Brazylijska i Wyżyna Patagońska. Najwyższym szczytem Ameryki Południowej jest Aconcagua (6960 m n.p.m.), a najniżej położonym punktem tafla jeziora Laguna del Carbón (105 m p.p.m.). Najdalej wysunięte punkty na stałym lądzie to: na północ Przylądek Gallinas (12°25'N) na półwyspie Guajira w Wenezueli, na południe Przylądek Froward (53°54'S) na półwyspie Brunswick w Chile, na zachód Przylądek Pariñas (81°22'W) w Peru, a na wschód Przylądek Branco (34°47'W) w Brazylii.

## Wody
Rzeki Ameryki Południowej należą do zlewisk dwóch oceanów: Atlantyckiego (85%) i Spokojnego (7%), 8% stanowią obszary bezodpływowe.
Najdłuższą rzeką kontynentu jest Amazonka (6400 km), następnie Parana, Juruá, Madeira, Purus, São Francisco, Tocantins, Japurá, Orinoko i wiele innych, krótszych rzek.
W Ameryce Południowej znajduje się wiele wodospadów a największe z nich to: Salto del Angel i Wodospady Iguaçu.
Największym jeziorem jest Jezioro Maracaibo w Wenezueli, potem Patos, Titicaca, Poopó, Mirim.
W Patagonii jest dużo lodowców, a najbardziej znany to lodowiec Moreno.

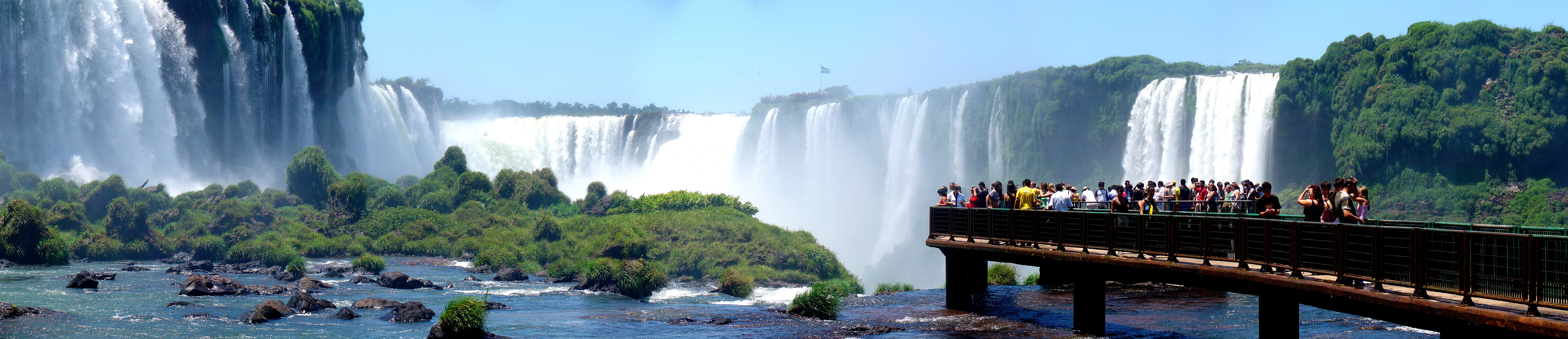
Wodospady Iguaçu

## Klimat
W Ameryce Południowej występują wszystkie strefy klimatyczne. Od klimatu równikowego i podrównikowego na Nizinie Amazonki i jej okolicach  przez zwrotnikowy i podzwrotnikowy na chilijskiej Pustyni Atakama i w części Argentyny po klimat umiarkowany w Patagonii i subpolarny na południowych krańcach.

Perito Moreno.

## Trzęsienia ziemi
Regionem sejsmicznym są Andy i zachodnia część kontynentu (pacyficzny pierścień ognia) oraz jego północne krańce u styku płyt południowoamerykańskiej i karaibskiej.